# رافاييل سوتو
رافاييل سوتو (بالإسبانية: Rafael Soto Andrade)‏ هو فارس سباق إسباني، ولد في 14 أكتوبر 1957 في شريش في إسبانيا.

## وصلات خارجية
- رافاييل سوتو على موقع الاتحاد الدولي للفروسية (الإنجليزية)
- رافاييل سوتو على موقع FEI (رابط بديل) (الإنجليزية)
- رافاييل سوتو على موقع اللجنة الأولمبية الدولية (الإنجليزية)
- رافاييل سوتو على موقع أوليمبيديا (الإنجليزية)